# João Leithardt Neto
João Leithardt Neto, kallad Kita, född 6 januari 1958 i Passo Fundo, död 3 oktober 2015 i Passo Fundo, var en brasiliansk fotbollsspelare som tog OS-silver i fotbollsturneringen vid de olympiska sommarspelen 1984 i Los Angeles.